# Lipowiec Kościelny (gmina)
Pour les articles homonymes, voir Lipowiec Kościelny.
Lipowiec Kościelny est une gmina rurale (gmina wiejska) de la powiat de Mińsk, dans la Voïvodie de Mazovie, dans le centre-est de la Pologne.
Son siège administratif (chef-lieu) est le village de Lipowiec Kościelny, qui se situe environ 14 kilomètres à l'ouest de Mława (siège de la powiat) et 112 kilomètres au nord-ouest de Varsovie (capitale de la Pologne).
La gmina couvre une superficie de 114,21 km2 pour une population de 5 125 habitants en 2006.

## Histoire
De 1975 à 1998, la gmina est attachée administrativement à la voïvodie de Ciechanów.

Depuis 1999, elle fait partie de la voïvodie de Mazovie.

## Géographie
La gmina inclut les villages et localités de :

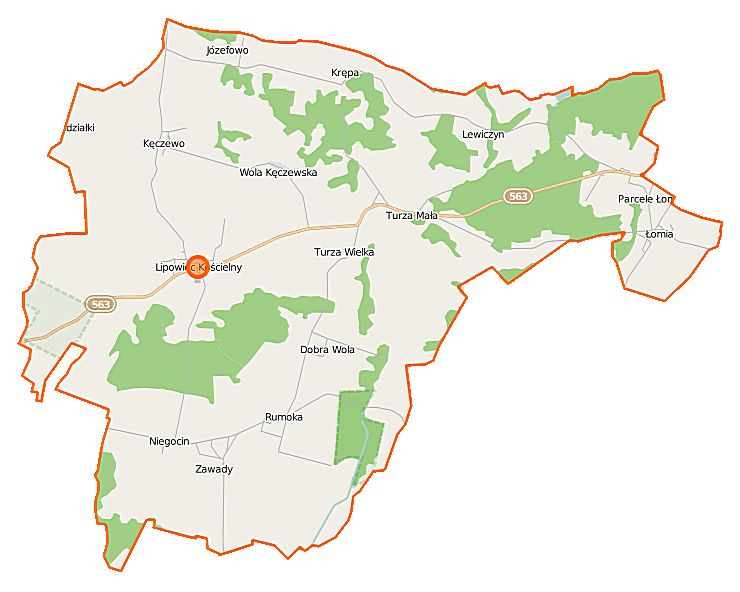
Plan de la gmina

- Borowe
- Cegielnia Lewicka
- Dobra Wola
- Józefowo
- Kęczewo
- Krępa
- Lewiczyn
- Lipowiec Kościelny
- Łomia
- Niegocin
- Parcele Łomskie
- Rumoka
- Turza Mała
- Turza Wielka
- Wola Kęczewska
- Zawady

### Gminy voisines
La gmina de Lipowiec Kościelny est voisine des gminy suivantes :
- Działdowo
- Iłowo-Osada
- Kuczbork-Osada
- Szreńsk
- Wiśniewo

## Structure du terrain
D'après les données de 2002, la superficie de la commune de Lipowiec Kościelny est de 114,21 km2, répartis comme tel :
- terres agricoles : 64 %
- forêts : 29 %

La commune représente 9,75 % de la superficie du powiat.

## Démographie
Données du 30 juin 2004 :
| Description        | Total  | Total | Femmes | Femmes | Hommes | Hommes |
| ------------------ | ------ | ----- | ------ | ------ | ------ | ------ |
| Unité              | Nombre | %     | Nombre | %      | Nombre | %      |
| Population         | 5 144  | 100   | 2 606  | 50,7   | 2 538  | 49,3   |
| Densité (hab./km²) | 45     | 45    | 22,8   | 22,8   | 22,2   | 22,2   |